# カイマンくん
カイマンくんまたはカイマン君（1981年（昭和56年）頃 - 2024年（令和6年）11月8日）は、日本の広島県呉市で飼われていたペットのメガネカイマン。テレビ番組で紹介されるなど、「名物ペット」として有名なワニだった。

## 生涯

### 飼い主との出会い
飼い主の男性は動物が好きで、幼少期からヤギやリクガメなど様々な動物を飼っていた。中学校卒業後に就職した後も、イヌやサル、トカゲ、果てはカブトガニを飼ったことがあった。
喫茶店を開業し、結婚を経て子どももできた後の1981年、よく立ち寄っていた呉市のペット店で水槽に入れられたメガネカイマンが売られていた。飼い主と小学生の長女が眺めていたところへ店主から購入を求められ、「値段は好きに決めていい」と声を掛けられた。長く売れ残っていることを知っていた飼い主は、喫茶店で展示したり「話のネタになる」になるとして、このメガネカイマンを5万円で購入した。

### ワニのいる喫茶店
購入当時は体長約30cmで、飼い主は「すぐに死ぬだろう」と思った。水槽に入れて金魚を与えたが、動かないため喫茶店の客から生きているか疑われるほどだった。同級生の助言で温水を用意したり、ひなたぼっこをさせると元気になり、餌を食べるようになった。カイマンくんはその後も育ち続け、最終的に2.05mまで成長した。
喫茶店は「ワニがいる喫茶店」として話題になったほか、呉駅周辺を散歩する姿が話題となり、雑誌や地元のテレビ番組でも紹介された。購入して1年後には、東京のキー局からの出演依頼があった。ワニの移動手段に悩んだ飼い主だったが、購入したペット店の店主の助言で水を浸したスポンジと一緒に釘で打ち付けた木箱に入れて「大トカゲ」として送り、家族は別途上京した。テレビ番組では長女が「ワニと生活する少女」として紹介され、それまで名前が無かったワニを司会者が「カイマンくん」と名付けた。これ以降、カイマンくんと飼い主の親子は、1990年代にはテレビ番組で何度も取り上げられた。
カイマンくんはおとなしい性格で人を襲うことも無く、飼い主がリードでつないで散歩すると、たちまち人だかりができた。飼い主すら近隣住民から「ワニさん」「ワニおじさん」と呼ばれるようになった。飼い主が後に創業した家屋解体・人材派遣等を行う有限会社も、カイマンくんに因み和仁総業と名付け、カイマンくんは同社の「専務」となった。

### 名物ペットとして
飼い主の子どもたちが結婚して独立した後も、カイマンくんは飼い主の家に残った。お笑い芸人のヒロシや広島東洋カープの菊池涼介とも共演し、保育園に招待されて園児を背中に乗せたり、テレビ番組のロケ撮影に出演したりするなどテレビ番組やイベントへの出演は続き、インターネットの動画などを通して、日本国外も知られるようになった。
2019年（令和元年）に改正された動物愛護管理法に伴い、ワニは特定動物に指定され、ペットとしての飼育が禁止となったが、飼い主が呉市役所に飼育状況を丁寧に説明したことで、市役所から飼育の継続が許可された。
2021年（令和3年）頃には、飼い主が同じメガネカイマンのレッドくんの飼育を始め、カイマンくんとレッドくんでテレビ番組やイベントに出演し、アナウンサーに添い寝したり、子どもを乗せたりした。

### 死亡
カイマンくんは2024年の死の1ヶ月前から嘔吐を繰り返し、10月末には好物の鶏肉やコイを食べなくなり体重が約10kg減少した。かかりつけの動物病院で点滴を打つなど治療が施されたが、11月8日未明に動く物音がしたのが最後で、朝には死んでいた。死因は老衰だった。
死後、カイマンくんの葬儀が東広島市のペット霊園で執り行われた、飼い主は遺体の研究目的の利用を希望していたが、最終的に火葬された。遺骨は骨壺に収められ、「人生の半分以上一緒にいた」飼い主の元に戻り仏壇に安置された。
カイマンくんの死は、広島地方のニュースとなったほか、全国紙でも報じられ、テレビ番組の企画で共同生活を送った尾形貴弘（パンサー）もその死を悼んだ。

## 飼育
温暖な南アメリカが原産のメガネカイマンのため、水槽の水温はヒーターで25°Cに保たれていたが、ヒーターに体の一部が接触して低温やけどになったことがあった。冬は暖房の効いた部屋の炬燵に潜り込んだ。畳のある部屋で寝ることが多く、爪で引っ掻くため畳は傷だらけだった。飼い主と一緒に布団で寝ることもあり、飼い主が寝ている布団に潜り込んで、飼い主が冷たい感触で起きることもあった。
餌は、飼い主が水槽で飼っているコイや牛肉、鶏肉で、特に鶏肉が好物だった。餌を食べる頻度は少なく、夏は週に1回、活動の鈍る冬には月に1、2回だけだった。
性格は温厚で、飼い主が叱って頭を叩いても反撃する事は無かった。2018年（平成30年）の時点で、人を襲った事は一度も無かった。家では餌を求めて歩き回り、飼い主の妻から「あっち行け」と怒られて立ち去ることもあった。ただし、夏に窓を閉めた車内に取り残された時は、高温に耐えられずに尻尾で窓ガラスを割り、車外に逃げ出したことがあった。散歩するときは特製のリードでつなぎ、屋外では口輪をすることがあった。
飼い主が呼ぶと反応して近づくが、機嫌が悪いとうなり声をあげて無視することがあった。空腹時にはうなり声を上げ、散歩に行きたいときは時は窓際に近づいて外を眺めて意思表示をした。畳部屋の掃除を始めると、察して部屋から出ていった。頭をなでると「グゥ」と鳴くこともあった。
水槽は新幹線の窓ガラスにも使われる強化ガラス製で、鍵のついた強化ガラス付きの檻で飼育しており、逃亡した際に場所を特定できるよう体内にマイクロチップを埋め込むなどの対策を講じていた。2019年の法改正でワニが特定動物に指定された際も、これらの取り組みを呉市役所に説明したことで飼育の継続が認められた。